# جايسون بلير
جايسون بلير (بالإنجليزية: Jayson Blair)‏ هو كاتب وصحفي أمريكي، ولد في 23 مارس 1976 في كولومبيا في الولايات المتحدة.
عمل في صحيفة النيويورك تايمز، واستقال منها في مايو 2003 بعد اكتشاف قيامه بالتلفيق والسرقة في أخباره.
نشر بلير مذكراته عن تلك الفترة في كتاب بعنوان «حرق بيت أساتذتي» Burning Down My Master's House في عام 2004، سارداً حياته المهنية وواصفاً للاضطراب ثنائي القطب بعد استقالته، ورأيه في المنافسات في الصحيفة.

## وصلات خارجية
- الموقع الرسمي
- جايسون بلير على موقع IMDb (الإنجليزية)
- جايسون بلير على موقع إن إن دي بي (الإنجليزية)